# Andrena sladeni
Andrena sladeni är en biart som beskrevs av Henry Lorenz Viereck 1924. Andrena sladeni ingår i släktet sandbin, och familjen grävbin. Inga underarter finns listade i Catalogue of Life.